# Tsjortov Ovrag
Tsjortov Ovrag (Russisch: Чёртов Овраг; "duivelsravijn") is een archeologische plek in het westen van het Russische eiland Wrangel, aan de Krasinbocht ten noordwesten van Zvjozdny.
Het is de plek waar voor zover bekend de eerste mensen (Paleo-Eskimo's) woonden op het eiland, rond 1300 (of 1400) tot 1100 v.Chr., een tijd die in de buurt ligt van het uitsterven van de laatste wolharige mammoeten op het eiland (1750 v.Chr.). Er zijn geen bewijzen aangetroffen dat op dit beest is gejaagd.
Tsjortov Ovrag werd in 1975 blootgelegd door een Russisch team van archeologen onder leiding van archeoloog-etnoloog Nikolaj Dikov en verschillende malen onderzocht tussen 1975 en 1977, in 1981 en na 1991 nog verschillende malen. In de aangetroffen vuurplaatsen en aardovens werden resten van walrussen, baardrobben, eenden en zeekoeten gevonden, waarop waarschijnlijk werd gejaagd. Walrustanden werden mogelijk gebruikt als brandstof. Verder werden stenen pijlpunten, messen en een walrusivoren draaiende handharpoen (Russisch: поворотный гарпун; povorotny garpoen) gevonden, alsook een achttal walruskoppen.
De plek is volgens onderzoekers te vergelijken met de opgravingen bij Oest-Belaja en op het Nieuw-Siberische eiland Zjochov. Mogelijk ging het om jagers die overkwamen uit Noord-Amerika.
Het is een van de toeristische locaties van het natuurgebied zapovednik Ostrov Vrangelja.